# Flakaträsket (Lycksele socken, Lappland)
Flakaträsket är en sjö i Lycksele kommun i Lappland och ingår i Öreälvens huvudavrinningsområde. Sjön har en area på 0,665 kvadratkilometer och ligger 382 meter över havet. Sjön avvattnas av vattendraget Hemsbäcken.

## Delavrinningsområde
Flakaträsket ingår i det delavrinningsområde (713102-163040) som SMHI kallar för Mynnar i Vargån. Medelhöjden är 403 meter över havet och ytan är 7,31 kvadratkilometer. Det finns inga avrinningsområden uppströms utan avrinningsområdet är högsta punkten. Hemsbäcken som avvattnar avrinningsområdet har biflödesordning 3, vilket innebär att vattnet flödar genom totalt 3 vattendrag innan det når havet efter 142 kilometer. Avrinningsområdet består mestadels av skog (75 procent). Avrinningsområdet har 0,66 kvadratkilometer vattenytor vilket ger det en sjöprocent på 9,1 procent.